# Pedicia goldsworthyi
Pedicia (Pedicia) goldsworthyi là một loài ruồi trong họ Pediciidae. Chúng phân bố ở vùng sinh thái Nearctic.